# 西広梁駅
西広梁駅（ソグァンリャンえき、朝鮮語: 서광량역）は、朝鮮民主主義人民共和国の南浦特別市温泉郡の駅で、平南線に属する。 

## 隣の駅
平南線
東広梁駅 - 西広梁駅 - 花島駅